# Vânători, Mehedinți
Vânători este satul de reședință al comunei cu același nume din județul Mehedinți, Oltenia, România.